# Trinitromethan
Trinitromethan ist ein instabiles Nitroderivat des Methans und damit ein Nitroalkan. Die Verbindung ist der dreifachsubstituierte Vertreter der Reihe der Nitromethane mit Nitromethan, Dinitromethan, Trinitromethan und Tetranitromethan.

## Gewinnung und Darstellung
Trinitromethan wurde zuerst 1857 in Form seines Ammoniumsalzes durch Leon Nikolajewitsch Schischkow hergestellt. Im Jahr 1918 wurde eine Synthese durch die kombinierte Oxidation und Nitrierung von Ethin mit Salpetersäure entwickelt, die eine industrielle Herstellung erlaubt. Hierbei werden die beiden Reaktanden in einem Rohrreaktor im Gegenstromprinzip umgesetzt. Im Labor kann es ebenfalls durch Hydrolyse von Tetranitromethan unter milden basischen Bedingungen gewonnen werden. Auch die Herstellung durch Reaktion von Salpetersäure mit Isopropylalkohol ist möglich. Das Ammoniumsalz entsteht bei der Einwirkung von Wasser oder Alkohol auf Trinitroacetonitril.

## Eigenschaften
Trinitromethan ist eine starke Säure. Die farblose freie Säure ist instabil, das intensiv gelbe Anion (NO2)3C− in wässriger Lösung stabil. Für Trinitromethan können zwei tautomere Strukturen formuliert werden. Das Gleichgewicht liegt fast vollständig auf der Seite der C-H-aciden Struktur. Quantenchemische Berechnungen ergeben eine Differenz der freien Enthalpie von 33,0 kJ·mol−1 zur N-OH-aciden Struktur. Das 1H-NMR-Spektrum zeigt nur ein einziges Signal bei  7,52 ppm für die C-H-Funktion. In der Reihe der Nitromethane ist dies die größte Verschiebung gegenüber Methan mit 0,33 ppm, Nitromethan mit 4,28 ppm und Dintromethan mit 6,10 ppm.
Mittels DSC wurde ab 128 °C eine stark exotherme Zersetzungsreaktion mit einer Zersetzungswärme von −502 kJ·mol−1 bzw. −3350 kJ·kg−1 gemessen.

## Verwendung
Trinitromethan selbst kann nicht als sprengkräftige Substanz verwendet werden. Es dient aber als Ausgangssubstanz zur Herstellung von Sprengstoffen und Treibstoffen. Die Umsetzung mit Formaldehyd ergibt das Trinitroethanol, von welchem sich die sprengkräftigeren Verbindungen Di(2,2,2-trinitroethyl)harnstoff und Di(2,2,2-trinitroethyl)nitramin ableiten lassen.

## Sicherheitshinweise
Trinitromethan explodiert bei raschem Erhitzen heftig. Auch Lösungen mit einem Wassergehalt von weniger als 55 % können sich noch explosiv zersetzen.